# كليو لاين
كليو لاين (بالإنجليزية: Cleo Laine) (28 أكتوبر 1927 – 24 يوليو 2025) ممثلة ومغنية جاز وبوب إنجليزية.

## روابط خارجية
- كليو لاين على موقع IMDb (الإنجليزية)
- كليو لاين على موقع الموسوعة البريطانية (الإنجليزية)
- كليو لاين على موقع ميوزك برينز (الإنجليزية)
- كليو لاين على موقع أول موفي (الإنجليزية)
- كليو لاين على موقع قاعدة بيانات برودواي على الإنترنت (الإنجليزية)
- كليو لاين على موقع قاعدة بيانات الأفلام السويدية (السويدية)
- كليو لاين على موقع إن إن دي بي (الإنجليزية)
- كليو لاين على موقع أول ميوزيك (الإنجليزية)
- كليو لاين على موقع ديسكوغز (الإنجليزية)
- كليو لاين على موقع قاعدة بيانات الفيلم (الإنجليزية)